# Арабская армия (Первая мировая война)
Арабская армия — пан-арабские вооружённые силы королевства Хиджаз, поддерживающие Арабское восстание. Главнокомандующим армии был Хусейн бен Али, которого в 1916 году провозгласили «Султаном арабов».
3 января 1917 года Арабской армией был освобожден город Акаба.